# Nea Anjíalos
Nea Angíalos (en griego: Νέα Αγχίαλος) es un antiguo municipio de Grecia en la periferia de Tesalia. En el censo de 2001 su población era de 7411 habitantes.
Fue suprimido a raíz de la reforma administrativa del Plan Calícrates en vigor desde enero de 2011, e integrado en el municipio de Volos.

## Historia
La ciudad moderna está construida sobre las ruinas de la antigua ciudad de Píraso (Πύρασος), o muy próxima. Se ha asociado con la vecina ciudad antigua de Tebas de Ftiótide (Θῆβαι Φθιώτιδες/Θεσσαλικαἰ), e incluso identificado, cerca del pueblo actual de Mikrothivai.

## Restos arqueológicos
Según el Oxford Dictionary of Byzantium, "Nea Anjíalos es más conocida por las iglesias que se han descubierto. Se han encontrado las siguientes 9 basílicas":
- Basílica A, una basílica de tres naves de finales del siglo V-inicios del VI, dedicada a San Demetrio, que sirvió como iglesia catedral.
- Basílica B, o "Basílica Elpidio", datada en torno a finales del siglo V-inicios del VI.
- Basílica C, también conocida como "Iglesia del archiereus Pedro" basada en una inscripción de mediados del siglo VI, a pesar de que data de finales del siglo IV-principios del V. Cuenta con elaborados mosaicos y es parte de un vasto complejo eclesiástico.
- Basílica D, una iglesia cementerio del siglo VII, situada fuera de las murallas de la ciudad.

## Nea Anjíalos
Nea Anjíalos fue fundada en 1906 por griegos que huyeron de la ciudad de Anjíalos en el Mar Negro de Anchialos (la moderna ciudad búlgara de Pomoria) después de los masivos disturbios antigriegos provocados por la lucha greco-búlgara en Macedonia.